# Конкретне
Конкретне — вид понять у традиційній формальній логіці.
Конкретне поняття відображає окремий предмет або клас предметів («Хрещатик», «вулиця Києва»). Конкретному протиставляється абстрактне поняття, що відображає не предмет, а певну його ознаку чи клас ознак («хоробрість», «позитивна риса людини»). У сучасній математичній логіці не існує поділу понять на конкретні й абстрактні.